# Uneven Structure
Uneven Structure — французская группа, исполняющая музыку в жанрах прогрессивный метал, мат-метал и эмбиент. Была создана в 2008 году Igor Omodei и Benoit Friedrich. В 2009 году к группе присоединился Aurélien Pereira, добавив к жанру эмбиент. В ноябре 2009 был записан дебютный EP — «8», в записи которого участвовали Jérôme Colombelli и Christian Schreil. 11 мая 2011 года группа подписала контракт с музыкальным лейблом Basic Records. 31 октября 2011 года был выпущен концептуальный полноформатный альбом «Februus» и клип на композицию «Awaken» с него. 17 апреля 2013 года выходит клип на композиции «Frost/Hail», в котором продолжается сюжет «Awaken». 3 июня 2013 выходит переделанная и перезаписанная версия EP «8».

## Дискография
- 2009 — 8 (EP)
- 2011 — Februus
- 2013 — 8 (EP) (Reworked)
- 2017 — La Partition
- 2019 — Paragon

## Клипы
- 2011 — «Awaken»
- 2013 — «Frost/Hail»
- 2017 — «Incube»
- 2017 — «Crystal Teeth»

## Состав
- Jérôme Colombelli: Гитара (c 2009)
- Arnaud Verrier: Ударные (c 2016)
- Benoit Friedrich: бас (c 2008)
- Igor Omodei: Гитара/Продюсирование (c 2008)
- Aurélien Pereira: Гитара/Продюсирование (c 2009)
- Matthieu Romarin: Вокал (c 2010)

## Бывшие участники
- Christian Schreil (Means End): Ударные (2009—2011) (на Februus)
- Daniel Ädel (Vildhjarta): Сессионный вокалист (2009) (на 8 EP)
- Jean Ferry: Ударные  (2011—2016)